# Garbiñe Muguruza
Garbiñe Muguruza Blanco (* 8. Oktober 1993 in Caracas, Venezuela) ist eine ehemalige spanische Tennisspielerin. Ihre größten Erfolge erzielte sie mit den beiden Grand-Slam-Titeln 2016 bei den French Open und 2017 in Wimbledon sowie dem Gewinn der WTA Championships 2021. Sie übernahm als 24. Spielerin im September 2017 die Führung der Weltrangliste.

## Karriere
Garbiñe Muguruza wurde in Venezuela geboren, von dort stammt ihre Mutter Scarlet Blanco. Sie besitzt damit auch die venezolanische Staatsbürgerschaft. Ihr Vater Jose Antonio stammt aus Eibar im Baskenland. Sie begann 1998 im Alter von fünf Jahren – anderen Angaben zufolge mit drei Jahren – mit dem Tennissport. 1999 siedelte ihre Familie nach Spanien über, wo sie bessere Bedingungen für die sportliche Entwicklung der Tochter sah. Muguruza fand Aufnahme in der Tennis-Akademie des früheren Weltklassespielers Sergi Bruguera in Barcelona, wo sie die folgenden Jahre ausgebildet wurde. Sie zählte die Schweizerin Martina Hingis und nach deren Rücktritt die US-Amerikanerin Serena Williams zu ihren Vorbildern.
Die Rechtshänderin Muguruza, die Sandplätze bevorzugt, spielt eine beidhändige Rückhand. Ihre Stärken sind gewaltige Grundschläge und ein variantenreiches Spiel.

### 2008 bis 2012
2008 trat Muguruza in Barcelona erstmals auf der WTA-Tour an, nachdem sie von den Veranstaltern eine Wildcard für die Qualifikation erhalten hatte und schied in der ersten Runde aus. Im selben Jahr debütierte sie auch auf der ITF Women’s World Tennis Tour und gewann 2009 ihren ersten Profititel. 2011 siegte sie bei zwei weiteren Turnieren der $25.000-Kategorie in Cáceres und Benicarló und erreichte das Endspiel beim $50.000-Turnier in Mestre. 2012 erhielt Muguruza nach einem weiteren ITF-Erfolg bei einem Turnier der $25.000-Kategorie in Clearwater eine Wildcard für das Hauptfeld des Premier-Mandatory-Turniers in Miami, bei dem sie auf Anhieb ins Achtelfinale kam, nachdem sie in der zweiten Runde mit Wera Swonarjowa erstmals eine Spielerin aus den Top 10 der Weltrangliste geschlagen und sich in der darauffolgenden Partie gegen Flavia Pennetta durchgesetzt hatte. In der vierten Runde unterlag sie dann Agnieszka Radwańska. Auch in Madrid durfte sie anschließend mit einer Wildcard im Hauptfeld starten und scheiterte zum Auftakt an Li Na. Bei den French Open stand Muguruza daraufhin erstmals in der Qualifikation eines Grand-Slam-Turniers, schied jedoch in der Schlussrunde aus. In Bukarest konnte sie anschließend bei einem ITF-Turnier der $100.000-Kategorie ihren bis dahin größten Titel feiern und kletterte daraufhin im Ranking auf eine Position, die ihr die Teilnahme am Hauptfeld der US Open erlaubte, bei denen sie aber bereits in der ersten Runde gegen Sara Errani ausschied.

### Aufstieg in die Weltspitze: 2013 und 2014
Anfang 2013 gelang Muguruza in Hobart an der Seite ihrer Landsfrau María Teresa Torró Flor der erste Triumph auf der WTA Tour. Bei den Australian Open erzielte sie im Anschluss gegen Magdaléna Rybáriková ihren ersten Sieg im Hauptfeld eines Grand-Slam-Turniers, bevor sie in der zweiten Runde gegen Serena Williams ausschied. Ihre besten Einzelergebnisse erreichte Muguruza auch in jener Saison auf amerikanischem Hartplatz, auf dem sie bei den Premier-Mandatory-Turnieren in Indian Wells und Miami, wo sie in der zweiten Runde gegen Caroline Wozniacki ihren zweiten Topsieg verbuchen konnte, jeweils ins Achtelfinale kam. Auf Rasen rückte sie in ’s-Hertogenbosch erstmals ins Halbfinale eines WTA-Turniers vor, doch musste Muguruza die Saison nach dem Erreichen der zweiten Runde in Wimbledon aufgrund eines operativen Eingriffs am rechten Knöchel frühzeitig beenden. Trotzdem schloss sie das Jahr zum ersten Mal unter den besten 100 der Weltrangliste ab.

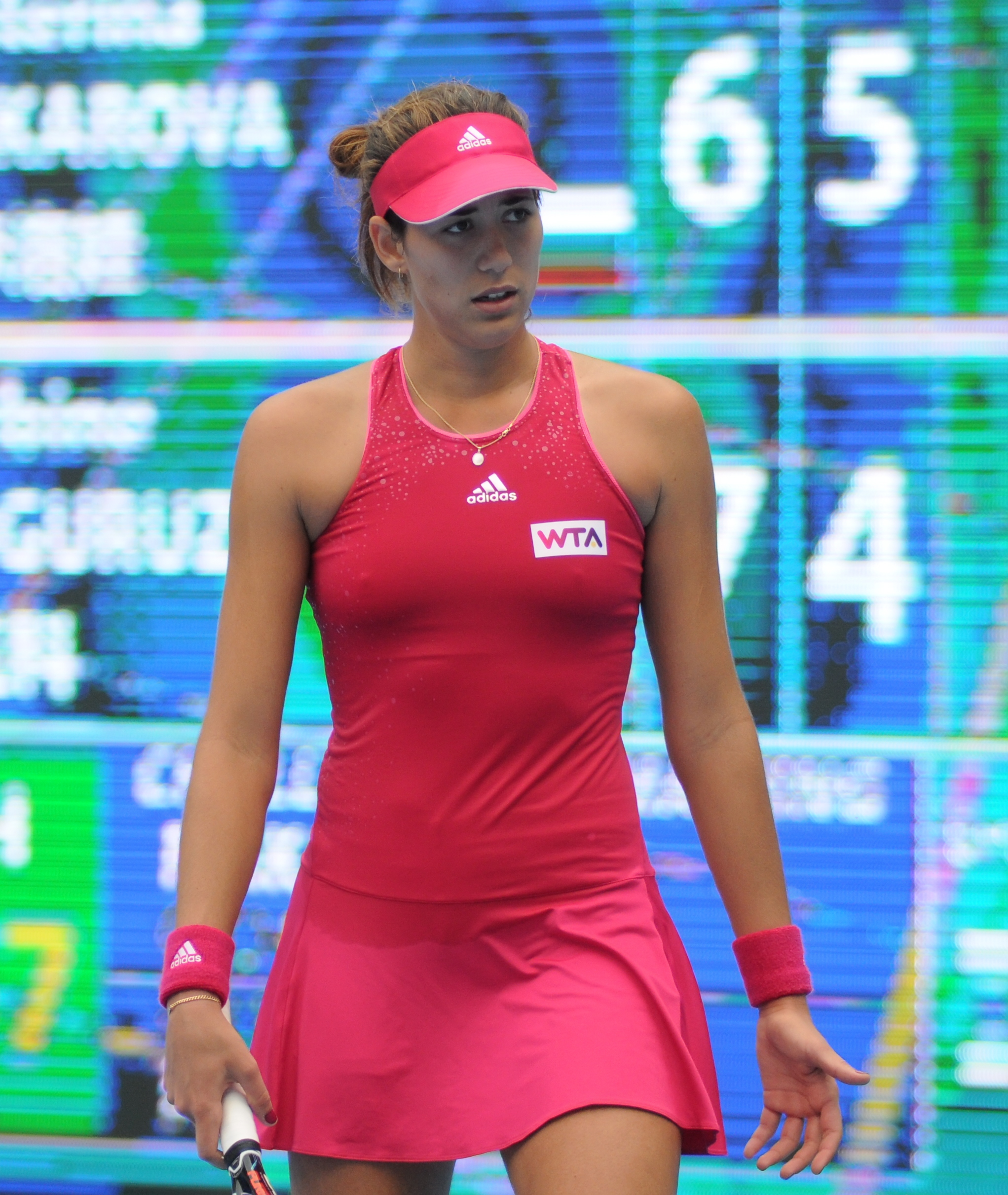
Garbiñe Muguruza (2014)

Zum Auftakt der Saison 2014 konnte Muguruza in Hobart aus der Qualifikation kommend nach einem Finalerfolg über Klára Zakopalová ihren ersten WTA-Titel im Einzel landen. In Melbourne stieß sie im Anschluss nach einem weiteren Sieg über Caroline Wozniacki ins Achtelfinale vor, in dem sie abermals Agnieszka Radwańska unterlag. Bei ihrem zweiten Einzelfinale auf der WTA Tour in Florianópolis verlor sie diesmal gegen Klára Zakopalová in drei Sätzen, konnte aber in Marrakesch zusammen mit Romina Oprandi ihren zweiten Doppeltitel erringen. Internationale Aufmerksamkeit erregte Muguruza schließlich bei den French Open 2014, als sie in der zweiten Runde die Weltranglistenführende Serena Williams deutlich in zwei Sätzen besiegte und bis ins Viertelfinale stürmte, in dem sie erst von der späteren Siegerin Marija Scharapowa gestoppt wurde. Im Doppelwettbewerb kam sie gemeinsam mit Carla Suárez Navarro sogar ins Halbfinale, in dem sie von den beiden Topgesetzten Hsieh Su-wei und Peng Shuai in drei Sätzen geschlagen wurden. Zuvor stand sie mit ihrer Landsfrau zusammen bereits im Endspiel von Madrid, das sie gegen Sara Errani und Roberta Vinci verloren. In Stanford siegten sie dann erstmals zusammen bei einem Turnier der Premier-Kategorie. Gegen Saisonende stand sie in Tokio noch einmal im Halbfinale und erzielte in Wuhan die dritte Runde, konnte aber zu ihrer Partie gegen Elina Switolina nicht antreten. Durch ihre gestiegenen Leistungen qualifizierte sich Muguruza erstmals für das Tournament of Champions in Sofia, wo sie nach drei Siegen in der Vorrunde über Jekaterina Makarowa, Flavia Pennetta und Alizé Cornet ins Halbfinale kam, das sie aber gegen Andrea Petković verlor. Im Doppel startete sie mit Suárez Navarro sogar bei den WTA Championships in Singapur. Dort scheiterten sie im Wettbewerb der besten acht Damendoppel jedoch bereits im Viertelfinale erneut an Hsieh Su-wei und Peng Shuai. Sowohl im Einzel als auch im Doppel konnte Muguruza das Jahr dennoch in den besten 20 im Ranking abschließen.

### Erfolge als Top-10-Spielerin: 2015 bis 2017
2015 gelang Muguruza dann der internationale Durchbruch. Nachdem sie schon zum Saisonauftakt in Melbourne das Achtelfinale erreicht hatte, stieß sie in Dubai erstmals ins Halbfinale vor, das sie gegen Karolína Plíšková verlor. Bei den French Open erzielte sie wie im Vorjahr das Viertelfinale, in dem sie sich Lucie Šafářová geschlagen geben musste. Ihr bestes Saisonergebnis gelang Muguruza dann in Wimbledon mit dem Einzug in ihr erstes Grand-Slam-Finale nach einem Dreisatzsieg über Agnieszka Radwańska. Dort unterlag sie zwar Serena Williams, zog aber dennoch in der Folgewoche erstmals in die Top 10 der Weltrangliste ein. Mit Carla Suárez Navarro gemeinsam triumphierte sie in Birmingham erstmals auf Rasen sowie danach in Tokio auf Hartplatz, nachdem sie sich im Endspiel ihres Heimturniers in Madrid erneut im Endspiel hatten geschlagen geben müssen. Zum Jahresausklang lief Muguruza dann wieder zu Bestform auf, als sie in Wuhan zunächst das Finale erreichte, in dem sie gegen Venus Williams noch verletzungsbedingt aufgeben musste, ehe sie in Peking nach einem Sieg im Finale gegen Timea Bacsinszky ihren bis dahin größten Titel auf der WTA Tour verbuchen konnte. Im Einzel konnte sie sich dadurch erstmals für die WTA Championships qualifizieren, wo sie nach drei Vorrundenerfolgen über Lucie Šafářová, Angelique Kerber und Petra Kvitová auf Anhieb ins Halbfinale kam, in dem sie gegen Agnieszka Radwańska ausschied. Im Doppel gelang ihr wie schon 2014 mit Carla Suárez Navarro die Qualifikation für das Turnier der besten acht Teams der Saison. Durch zwei Vorrundensiege gegen Chan Yung-jan und Chan Hao-ching sowie Caroline Garcia und Katarina Srebotnik, zogen sie erstmals ins Halbfinale ein, das sie gegen Andrea Hlaváčková und Lucie Hradecká gewannen, bevor sie im Endspiel von den Weltranglistenführenden Martina Hingis und Sania Mirza geschlagen wurden. Ihre Ambitionen im Doppel ließ Muguruza daraufhin ruhen und fokussierte sich fortan mehr auf ihre Einzelkarriere.

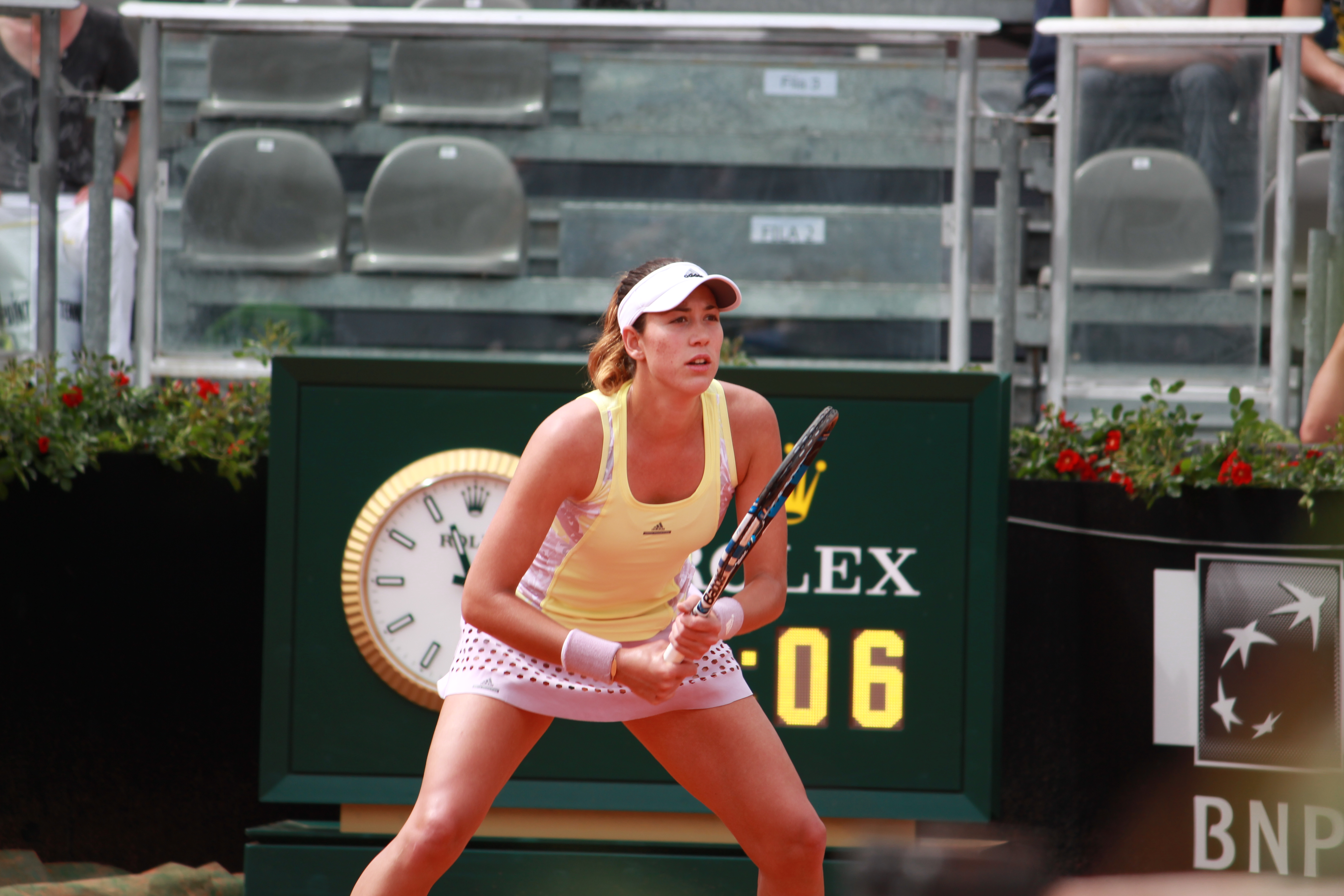
Garbiñe Muguruza (2016)

Nach einem wechselhaften Start in die Saison 2016, konnte Muguruza erst auf Sandplatz wieder an die Leistungen der vergangenen Saison anknüpfen. So gelang ihr in Rom der erstmalige Sprung ins Halbfinale, in dem sie gegen Madison Keys verlor, bevor sie bei den French Open nach einem Zweisatzsieg im Finale gegen Serena Williams ihren ersten Grand-Slam-Titel erringen konnte. Im gesamten Turnierverlauf gab sie dabei nur einen Satz in ihrer Auftaktpartie ab. Anschließend tat sich Muguruza schwer, die gezeigten Leistungen zu wiederholen. Nach einem frühen Ausscheiden in der zweiten Runde von Wimbledon, erreichte sie bei den Olympischen Spielen 2016 in Rio de Janeiro im Einzel an Nummer drei gesetzt durch Siege über Andreea Mitu und Nao Hibino die dritte Runde, in der sie der späteren Goldmedaillengewinnerin Mónica Puig unterlag. Im Doppel ging sie mit Carla Suárez Navarro zusammen an den Start. An Position vier gesetzt, scheiterten die beiden jedoch im Viertelfinale an Jekaterina Makarowa und Jelena Wesnina. Bis zum Jahresabschluss erzielte sie nur noch ein weiteres Halbfinale in Cincinnati, in dem sie Karolína Plíšková unterlag. Als Weltranglistensiebte qualifizierte sie sich das zweite Jahr in Folge für die WTA Championships, doch schied sie nach nur einem Sieg über Swetlana Kusnezowa sowie zwei Niederlagen gegen Plíšková und Agnieszka Radwańska diesmal in der Vorrunde aus.
Zum Auftakt der Saison 2017 erreichte Muguruza das Halbfinale von Brisbane und zog anschließend bei den Australian Open ins Viertelfinale ein, in dem sie Coco Vandeweghe klar in zwei Sätzen unterlag. Nach einem weiteren Viertelfinale in Indian Wells, in dem sie abermals in zwei Tiebreaks an Karolína Plíšková scheiterte, musste sie in Miami während ihrer Viertrundenpartie gegen Caroline Wozniacki wegen eines Infekts aufgeben. Es folgte eine durchwachsene Sandplatzsaison, in der sie nach einem Erstrundenausscheiden bei ihrem Heimturnier in Madrid in Rom bis ins Halbfinale kam, in dem sie erneut, diesmal aufgrund einer Nackenverletzung, aufgeben musste. Bei den French Open musste sie sich dann als Titelverteidigerin in der vierten Runde gegen Kristina Mladenovic geschlagen geben und fiel daraufhin aus den Top 10 der Weltrangliste heraus. Auf Rasen fand Muguruza anschließend wieder zu alter Stärke und rückte in Birmingham zunächst bis ins Halbfinale vor, ehe sie in Wimbledon mit einem Erfolg im Endspiel gegen Venus Williams ihren zweiten Grand-Slam-Titel gewann und damit als erste Spielerin überhaupt beide Williams-Schwestern in Grand-Slam-Finals bezwingen konnte. Einzig bei ihrem Sieg gegen die Weltranglistenführende Angelique Kerber in der vierten Runde musste sie in einen dritten Satz. Anders als im Vorjahr, konnte Muguruza jedoch auf dem Titelgewinn aufbauen und triumphierte im Anschluss auch in Cincinnati. Auf dem Weg zum Turniersieg schlug Muguruza zunächst Swetlana Kusnezowa, setzte sich im Halbfinale nach zuvor sechs Niederlagen am Stück gegen Karolína Plíšková durch und ließ im Finale Simona Halep beim eindeutigen 6:1-und-6:0-Erfolg in unter einer Stunde keine Chance. Es war das erste Mal, dass Muguruza zwei WTA-Turniere innerhalb eines Jahres gewinnen konnte. Obwohl sie bei den US Open bereits in der vierten Runde gegen Petra Kvitová ausschied, übernahm sie in der Folgewoche als 24. Spielerin die Spitzenposition in der Weltrangliste, die sie aber schon nach einer Erstrundenniederlage in Peking an Simona Halep abgeben musste. Dennoch wurde sie 2017 zum ITF-World Champion gekürt und darüber hinaus von der WTA zur Spielerin des Jahres gekürt. Bei ihrer dritten Teilnahme an den WTA Championships 2017 verlor sie in der Gruppenphase gegen Karolína Plíšková und Venus Williams und schied daher trotz eines Sieges in ihrem Auftaktmatch gegen Jeļena Ostapenko in der Vorrunde aus.

### Anhaltende Formschwäche: 2018 und 2019

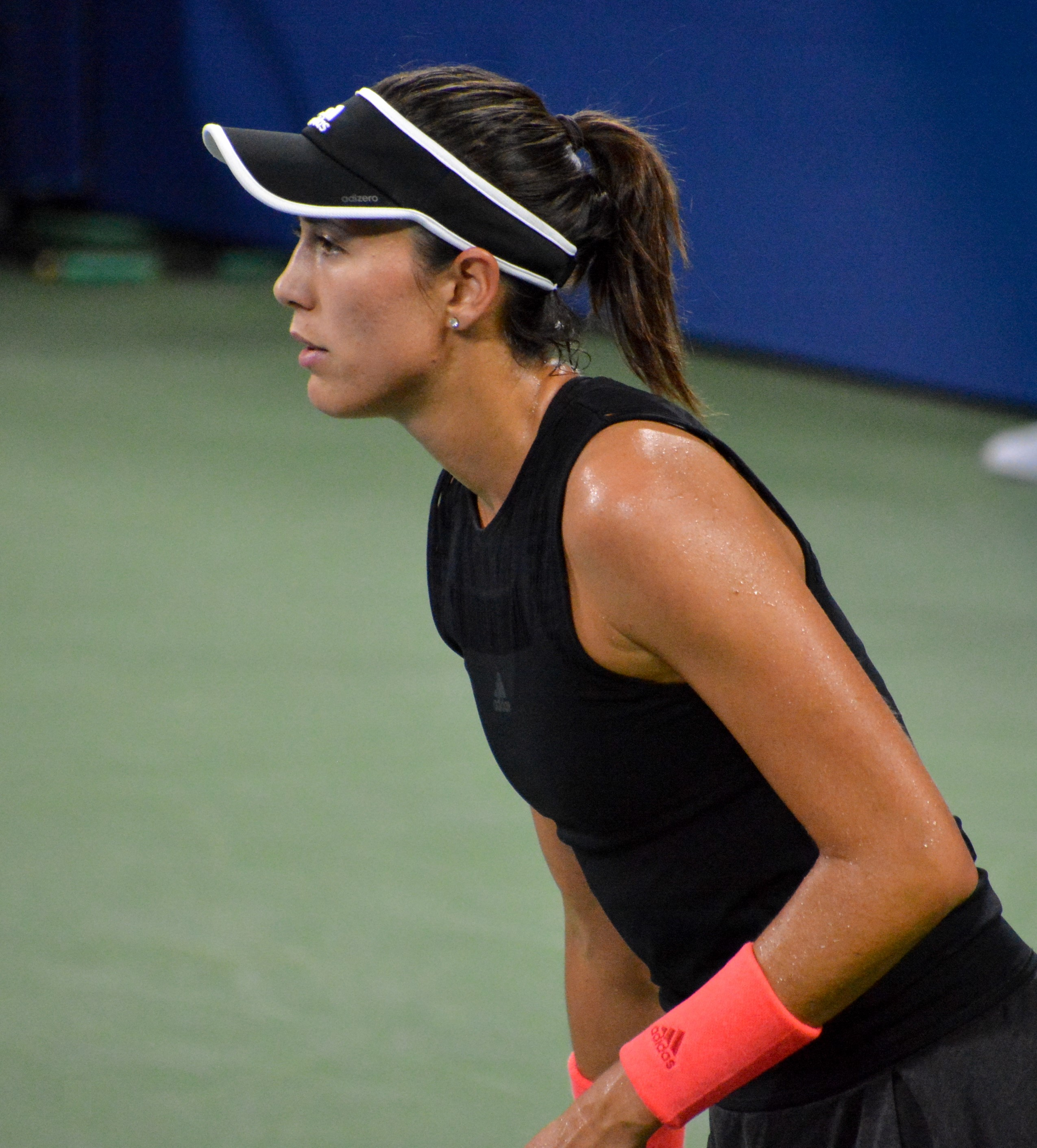
Garbiñe Muguruza (2018)

Nach einer frühen Niederlage in der zweiten Runde der Australian Open 2018 gegen Hsieh Su-wei kam Muguruza in Doha erstmals ins Endspiel, in dem sie Petra Kvitová unterlag, sowie ins Halbfinale von Dubai. Anschließend zog sie in Monterrey in ihr zweites Saisonfinale ein und gewann dort durch einen Sieg im Endspiel gegen Tímea Babos ihren sechsten WTA-Titel. Am Ende einer verhaltenen Sandplatzsaison stand sie bei den French Open nach einem Sieg über Marija Scharapowa noch einmal im Halbfinale, verlor dort aber gegen die spätere Siegerin Simona Halep glatt in zwei Sätzen. In der zweiten Saisonhälfte erzielte Muguruza bei neun Turnierteilnahmen nur ein einziges Halbfinale in Hongkong und rutsche im Ranking wieder aus den besten Zehn heraus. Sowohl in Wimbledon als auch bei den US Open kam das Aus bereits in der zweiten Runde. Trotzdem reichte es für die Qualifikation für die WTA Elite Trophy in Zhuhai, wo Muguruza nach zwei Siegen in der Gruppenphase gegen Zhang Shuai und Anastasija Sevastova ins Halbfinale einzog, in dem sie gegen Wang Qiang jedoch deutlich verlor und die Saison auf Position 10 beendete. Im darauffolgenden Jahr verschlimmerte sich Muguruzas Formkrise zusehends. Zwar verteidigte sie ihren Titel in Monterrey, wobei sie von der verletzungsbedingten Aufgabe Wiktoryja Asarankas profitierte, doch erreichte sie im gesamten Jahresverlauf kein weiteres Halbfinale. Ihr bestes Saisonergebnis bei einem Turnier der Premier-Kategorie erzielte sie in Indian Wells mit dem Einzug ins Viertelfinale, war dort aber gegen Bianca Andreescu chancenlos. Bei den Australian Open sowie in Paris kam sie bis ins Achtelfinale. Nach den French Open 2019 gelang Muguruza bis zum Saisonende nur noch ein weiterer Sieg in Wuhan, sodass sie das Jahr erstmals seit ihrem Aufstieg 2014 außerhalb der Top 30 im Ranking abschloss.

### Seit 2020
Zum Auftakt der Saison 2020 meldete sich Muguruza mit dem Erreichen des Endspiels der Australian Open eindrucksvoll zurück. Auf dem Weg zum Finale schlug sie dabei mit Kiki Bertens, Elina Switolina und Simona Halep gleich drei Spielerinnen aus den Top 10, bevor sie gegen Sofia Kenin verlor. In Dubai und Doha erreichte sie vor dem coronabedingten Saisonabbruch jeweils das Viertelfinale und verbesserte sich in der Weltrangliste wieder unter die besten 20.
2021 gewann Muguruza als erste Spanierin die WTA Championships.
Im April 2024 gab Muguruza ihren Rücktritt vom Spitzensport bekannt. Zuletzt hatte sie im Januar 2023 auf professioneller Ebene Tennis gespielt.

### Billie Jean King Cup
2015 gab Muguruza bei der 2:3-Viertelfinalniederlage gegen Rumänien ihren Einstand für die spanische Fed-Cup-Mannschaft. Bis 2019 bestritt sie für ihr Land sechs Begegnungen. Dabei erreichte sie eine Einzelbilanz von 9:3 und eine Doppelbilanz von 1:1.

## Turniersiege

### Einzel
| Nr. | Datum             | Turnier     | Kategorie              | Belag     | Finalgegnerin      | Ergebnis         |
| --- | ----------------- | ----------- | ---------------------- | --------- | ------------------ | ---------------- |
| 1.  | 11. Januar 2014   | Hobart      | WTA International      | Hartplatz | Klára Zakopalová   | 6:4, 6:0         |
| 2.  | 11. Oktober 2015  | Peking      | WTA Premier Mandatory  | Hartplatz | Timea Bacsinszky   | 7:5, 6:4         |
| 3.  | 4. Juni 2016      | French Open | Grand Slam             | Sand      | Serena Williams    | 7:5, 6:4         |
| 4.  | 15. Juli 2017     | Wimbledon   | Grand Slam             | Rasen     | Venus Williams     | 7:5, 6:0         |
| 5.  | 20. August 2017   | Cincinnati  | WTA Premier 5          | Hartplatz | Simona Halep       | 6:1, 6:0         |
| 6.  | 8. April 2018     | Monterrey   | WTA International      | Hartplatz | Tímea Babos        | 3:6, 6:4, 6:3    |
| 7.  | 7. April 2019     | Monterrey   | WTA International      | Hartplatz | Wiktoryja Asaranka | 6:1, 3:1 Aufgabe |
| 8.  | 13. März 2021     | Dubai       | WTA 1000               | Hartplatz | Barbora Krejčíková | 7:66, 6:3        |
| 9.  | 3. Oktober 2021   | Chicago     | WTA 500                | Hartplatz | Ons Jabeur         | 3:6, 6:3, 6:0    |
| 10. | 17. November 2021 | Guadalajara | WTA Tour Championships | Hartplatz | Anett Kontaveit    | 6:3, 7:5         |

### Doppel
| Nr. | Datum              | Turnier    | Kategorie         | Belag     | Partnerin               | Finalgegnerinnen                 | Ergebnis         |
| --- | ------------------ | ---------- | ----------------- | --------- | ----------------------- | -------------------------------- | ---------------- |
| 1.  | 12. Januar 2013    | Hobart     | WTA International | Hartplatz | María Teresa Torró Flor | Tímea Babos Mandy Minella        | 6:3, 7:65        |
| 2.  | 27. April 2014     | Marrakesch | WTA International | Sand      | Romina Oprandi          | Katarzyna Piter Maryna Zanevska  | 4:6, 6:2, [11:9] |
| 3.  | 3. August 2014     | Stanford   | WTA Premier       | Hartplatz | Carla Suárez Navarro    | Paula Kania Kateřina Siniaková   | 6:2, 4:6, [10:5] |
| 4.  | 21. Juni 2015      | Birmingham | WTA Premier       | Rasen     | Carla Suárez Navarro    | Andrea Hlaváčková Lucie Hradecká | 6:4, 6:4         |
| 5.  | 27. September 2015 | Tokio      | WTA Premier       | Hartplatz | Carla Suárez Navarro    | Chan Hao-ching Chan Yung-jan     | 7:5, 6:1         |

## Statistik

### Einzel
Die Tabelle listet die Ergebnisse der Grand-Slam-Turniere, der Tour Championships, der Olympischen Spiele, des Fed Cups bzw. Billie Jean King Cups und der Turniere folgender Kategorien auf: 1990–2008: Tier I, 2009–2020: Premier Mandatory und Premier 5, ab 2021: WTA 1000.
| Turnier              | 2012 | 2013 | 2014 | 2015 | 2016 | 2017 | 2018 | 2019 | 2020 | 2021 | 2022 | 2023 | Karriere |
| -------------------- | ---- | ---- | ---- | ---- | ---- | ---- | ---- | ---- | ---- | ---- | ---- | ---- | -------- |
| Australian Open      | —    | 2    | AF   | AF   | 3    | VF   | 2    | AF   | F    | AF   | 2    | 1    | 1 × F    |
| French Open          | Q3   | 2    | VF   | VF   | S    | AF   | HF   | AF   | 3    | 1    | 1    | —    | 1 × S    |
| Wimbledon            | Q2   | 2    | 1    | F    | 2    | S    | 2    | 1    |      | 3    | 1    | —    | 1 × S    |
| US Open              | 1    | —    | 1    | 2    | 2    | AF   | 2    | 1    | 2    | AF   | 3    | —    | 2 × AF   |
| WTA Finals           | —    | —    | —    | HF   | RR   | RR   | —    | —    |      | S    | —    | —    | 1 × S    |
| Doha                 | —    | —    | —    |      | VF   |      | F    |      | VF   |      | VF   |      | 1 × F    |
| Dubai                |      |      |      | HF   |      | 2    |      | AF   |      | S    |      | —    | 1 × S    |
| Indian Wells         | —    | AF   | 2    | 3    | 2    | VF   | 2    | VF   |      | 2    | 2    | —    | 2 × VF   |
| Miami                | AF   | AF   | 2    | 3    | AF   | AF   | AF   | 2    |      | AF   | —    | —    | 6 × AF   |
| Rom                  | —    | 2    | 2    | —    | HF   | HF   | 2    | AF   | HF   | AF   | 2    | —    | 3 × HF   |
| Madrid               | 1    | Q2   | 2    | 2    | 2    | 1    | AF   | 1    |      | —    | 2    | —    | 1 × AF   |
| Cincinnati           | Q1   | —    | 1    | 1    | HF   | S    | 2    | 1    | —    | AF   | 2    | —    | 1 × S    |
| Kanada               | —    | —    | 2    | 2    | —    | VF   | —    | —    |      | 2    | AF   | —    | 1 × VF   |
| Tokio                | Q2   | —    |      |      |      |      |      |      |      |      |      |      | 1 × Q2   |
| Wuhan                |      |      | AF   | F    | 2    | VF   | AF   | 2    |      |      |      |      | 1 × F    |
| Peking               | Q1   | —    | 1    | S    | AF   | 1    | 2    | 1    |      |      |      | —    | 1 × S    |
| Olympische Spiele    | —    |      |      |      | AF   |      |      |      | VF   |      |      |      | 1 × VF   |
| Billie Jean King Cup | —    | —    | —    |      | PO   | 1    | PO   | PO   | —    | —    | —    | —    | 3 × PO   |

Zeichenerklärung: S = Turniersieg; F, HF, VF, AF = Einzug ins Finale, Halb-, Viertel-, Achtelfinale; 1, 2, 3 = Ausscheiden in der 1., 2., 3. Haupt- / Finalrunde; Q1, Q2, Q3 = Ausscheiden in der 1., 2. 3. Qualifikationsrunde; RR = Round Robin (Gruppenphase); nicht ausgetragen oder andere Kategorie; PO (Playoff), P2 = Auf-/Abstiegsrunde zur Weltgruppe I/II im Fed Cup; W2, K1, K2, K3 = Teilnahme in der Weltgruppe II, Kontinentalgruppe I, II, III im Fed Cup.

### Doppel
| Turnier           | 2011 | 2012 | 2013 | 2014 | 2015 | Karriere |
| ----------------- | ---- | ---- | ---- | ---- | ---- | -------- |
| Australian Open   | —    | —    | —    | 2    | 2    | 2        |
| French Open       | —    | —    | 1    | HF   | 1    | HF       |
| Wimbledon         | —    | —    | 1    | AF   | 2    | AF       |
| US Open           | —    | —    | —    | AF   | 2    | AF       |
| WTA Championships | —    | —    | —    | VF   | F    | F        |

## Auszeichnungen
- WTA Spielerin des Jahres – 2017
- ITF-World Champion – 2017